# Xyela kamtshatica
Xyela kamtshatica (лат.) — вид перепончатокрылых насекомых рода Xyela из семейства пилильщиков Xyelidae. 

## Распространение
Россия (Камчатка) и Япония. 

## Описание
Субальпийская зона на островах Хоккайдо и Хонсю. Мелкие пилильщики, длина около 4 мм. Голова жёлтая с буровато-чёрными отметинами. Ложногусеницы питаются предположительно на сосне стланиковой (Pinus pumila).